# Shiyan
För andra betydelser, se Shiyan (olika betydelser).
Shiyan är en stad på prefekturnivå i norra Hubeiprovinsen i centrala Kina. Den ligger omkring 410 kilometer nordväst om provinshuvudstaden Wuhan.
Shiyan grundades som en del av den "tredje fronten" (kinesiska: 三线建设?, pinyin: Sānxiàn jiànshè), ett program för att industrialisera Kinas inland som bedrevs åren 1964-80.
Staden har idag 3 460 000 invånare och är ett viktigt centrum för kinesisk bilindustri. Dongfeng grundades som ett resultat av "tredje fronten" och är idag en av stadens största arbetsgivare.
Berget Wudangshan är en av områdets största turistattraktioner.

## Administrativ indelning
Prefekturen Shiyan består av två stadsdistrikt, fem härad och en stad på häradsnivå:
- Stadsdistriktet Zhangwan (张湾区), 652 km², cirka 260 000 invånare (2003);
- Stadsdistriktet Maojian (茅箭区), 578 km², cirka 240 000 invånare (2003);
- Häradet Yun (郧县), 3 862 km², cirka 610 000 invånare (2003);
- Häradet Zhushan (竹山县), 3 585 km², cirka 450 000 invånare (2003);
- Häradet Fang (房县), 5 112 km², cirka 500 000 invånare (2003);
- Häradet Yunxi (郧西县), 3 510 km², cirka 500 000 invånare (2003);
- Häradet Zhuxi (竹溪县), 3 300 km², cirka 360 000 invånare (2003);
- Staden Danjiangkou (丹江口市), 3 121 km², cirka 490 000 invånare.

## Klimat
Genomsnittlig årsnederbörd är 1 045 millimeter. Den regnigaste månaden är augusti, med i genomsnitt 198 mm nederbörd, och den torraste är december, med 8 mm nederbörd.